# Saint-Créac (Gers)
Saint-Créac (gaskognisch: Sent Criac) ist eine französische Gemeinde mit 87 Einwohnern (Stand 1. Januar 2022) im Département Gers in der Region Okzitanien (bis 2015 Midi-Pyrénées); sie gehört zum Arrondissement Condom und zum Gemeindeverband Bastides de Lomagne. Die Bewohner nennen sich Saint-Créacais/Saint-Créacaises.
Sie ist umgeben von den Nachbargemeinden Gramont (im Département Tarn-et-Garonne) im Norden, Marsac (im Département Tarn-et-Garonne) im Nordosten, Mauroux im Osten und Südosten, Saint-Clar im Süden, Südwesten und Westen sowie L’Isle-Bouzon im Nordwesten.

## Bevölkerungsentwicklung
| Jahr                       | 1793 | 1831 | 1962 | 1968 | 1975 | 1982 | 1990 | 1999 | 2006 | 2011 | 2016 |
| Einwohner                  | 420  | 511  | 168  | 135  | 119  | 135  | 114  | 100  | 102  | 102  | 85   |
| Quellen: Cassini und INSEE |      |      |      |      |      |      |      |      |      |      |      |